# Граденшак
Граденшак (словен. Gradenšak) — поселення в общині Ленарт, Подравський регіон‎, Словенія.